# Уолт Уитман
Уолт Уитман (на английски: Walt Whitman) е американски поет, есеист и журналист. „Стръкчета трева“ е неговата книга, която той пише цял живот и издава в различни варианти.

## Биография
Роден е на 31 май 1819 г. във ферма в Лонг Айлънд. През 1823 г. многолюдното семейство (9 деца) се премества в Бруклин. На 11-годишна възраст Уитман започва работа като печатар. Чете непрекъснато и се запознава с Библията, творбите на Омир, Данте и Шекспир. На 17 години става учител и преподава до 1841, когато напуска професията, за да се върне към журналистиката като постоянна кариера. Основава ежеседмичника „Лонг Айлъндър“, а през следващите години е редактор на редица вестници в Бруклин и Ню Йорк. Две седмици след първото издание на „Стръкчета трева“ (Leaves of grass, юли 1855 г.), Уитман получава похвално писмо от Емерсън. До 1891 г. произведението е издавано 10 пъти, като непрекъснато нараства, започва като сборник с 12 творби и достига цифрата 300 в 1892 г., годината на смъртта му. По време на Гражданската война поетът работи като журналист на свободна практика и мисионер-доброволец в болниците във Вашингтон, където се грижи за ранените. През 1865 г. постъпва на работа като служител в Министерството на природните богатства, но след пет месеца е уволнен заради авторството си на „Стръкчета трева“, която Харлан, секретар на Министерството, намирал за „обидна“. През 1870-те здравето на Уитман се влошава и следват няколко пристъпа на парализа. Умира в Камдън на 26 март 1892 г.
Сексуалността на Уитман е честа тема за дебати. Въпреки че биографите му продължават да дискутират, обикновено е описван като гей или бисексуален в чувствата си. Съществува несъгласие обаче между тях за това дали Уитман е имал сексуални отношения с мъже.
Уитман се интересува от политика през целия си живот. Подкрепя Уилмът Провайзо по време на Гражданската война и се противопоставя на робството. Въпреки че в поезията му двете раси са равноправни, в поведението му могат да бъдат открити расистките предразсъдъци на Америка от 19 век, а противопоставянето му на робството не винаги се смята за основано на убеждението за равенство.

## Живот и творчество

### Младежки години
Уолт Уитман е роден на 31 май 1819, в Уест Хилс, Хънтингтън, Лонг Айлънд в семейството на Уолтър и Луиза Ван Велсър Уитман и е второто от общо девет деца. Баща му Уолтър Уитман кръщава 3-ма от 7-те си сина с имена на американски президенти Андрю Джаксън, Джордж Вашингтон и Томас Джеферсън. Когато е на 4 години, Уолт се премества със семейството си в Бруклин, където живее на няколко различни места. Спомня си детството като неспокойно заради финансовите трудности на семейството.
На 11 години Уитман завършва училище и започва да търси работа, за да помага на семейството си. Започва работа в печатницата на седмичния вестник „Patriot“ в Лонг Айлънд.

### Ранна журналистическа кариера
След като семейството му се връща обратно в Уест Хилс, Уитман остава в Бруклин и започва работа за седмичника „Long-Island Star“. Често посещава местната библиотека, присъединява се към клуб за дебати, започва да ходи на театър и анонимно публикува ранната си поезия в New York Mirror. През 1835 г., на 16-годишна възраст, Уитман напуска вестника и Бруклин и се мести в Ню Йорк, където по-късно започва свой собствен вестник – Long Islander. Уитман е едновременно негов издател, редактор и дистрибутор. Десет месеца по-късно го продава на Е.О. Кроуел и първото му издание излиза на 12 юли 1839 г. В Ню Йорк Уитман работи за няколко различни вестника, а от 1846 го 1848 г. е редактор на „Brooklyn Eagle“.

### „Стръкчета трева“
Първоначално Уитман започва да експериментира с различни, популярни за времето си, литературни жанрове. През 1850 г. започва да пише това, което по-късно се превръща в „Стръкчета трева“ – поезия, която Уитман продължава да редактира до края на живота си. Използва свободен стих и ритъм, подобен на този на Библията. В края на 1855 г. Уитман изненадва братята си с първото напечатано издание на „Стръкчета трева“.
Уитман сам плаща за напечатването на първите 795 екземпляра. Името на автора не е посочено, а вместо това на корицата е гравиран портрет, направен от Самюел Холиър. Най-високо признание книгата получава от Ралф Уолдо Емерсън, който изпраща на Уитман похвално писмо, дълго 5 страници. Първото издание на книгата се разпространява добре и се радва на интерес, отчасти благодарение на одобрението на Емерсън, но също така е критикувана заради „порнографското“ си съдържание. Геологът Джон Питър Лесли пише писмо до Емерсън, в което нарича книгата „долнопробна, профанна и цинична“, а нейния автор – „превзет задник“. На 11 юли, дни след публикуването на „Стръкчета трева“, бащата на Уитман умира на 65-годишна възраст.
В месеците след издаването критиката се фокусира най-вече върху потенциално обидното съдържание. Второто издание излиза през август 1856 г. с 20 нови стихотворения. Книгата се издава отново през 1860 и 1867 г., както и още няколко пъти до края на живота на Уитман. Няколко известни автори, сред които Бронсън Олкут и Хенри Дейвид Торо, се възхищават много на книгата и лично посещават Уитман.

### Участие в Гражданската война
Джордж Уитман – брат на Уолт – е в армията на Съюза на северните щати и му изпраща няколко писма от фронта. На 16 декември 1862 г. в „New York Tribune“ е публикуван списък на загиналите и ранените войници, който включва и „Първи лейтенант Дж. У. Уитмор“. Притеснен, Уитман решава, че това може би е брат му Джордж, и незабавно заминава на юг, за да го открие. Впоследствие го намира жив, само с повърхностна рана на лицето. Потресен, виждайки ранените войници и ампутираните им крайници, Уитман заминава за Вашингтон на 28 декември 1862 г. и възнамерява никога повече да не се връща в Ню Йорк. Във Вашингтон Уитман става доброволец и работи като медицински брат във военните болници.
През 1865 г. Уитман е назначен в Министерството на вътрешните работи. Само няколко месеца по-късно, на 30 юни 1865 г., е уволнен от бившия сенатор на Айова Джеймс Харлън. Смята се, че е уволнен поради морални причини, вследствие на излизането на изданието на „Стръкчета трева“ от 1860 г.

### Последни години
След като получава удар в началото на 1873 г., Уитман се премества от Вашингтон в Камдън, Ню Джърси, при брат си Джордж. Там е и майка му, която умира през май същата година. Уитман остава да живее при брат си до 1884 г., когато си купува собствена къща. През този период публикува 3 издания на „Стръкчета трева“, какво и други творби.
В новия си дом Уитман е почти през цялото време на легло. Запознава се със своя съседка – вдовицата Мари Оукс Дейвис, която през 1885 г. се премества при него, за да му помага в домакинството. По това време Уитман издава стихосбирката си още три пъти.
Усещайки наближаването на края на живота си, Уитман поръчва построяването на гранитен мавзолей във формата на къща. През последната седмица на живота си е твърде слаб дори да се храни. По онова време пише: „Страдам през цялото време. Нямам облекчение, няма как да избягам: една монотонност, монотонност, монотонност, в болка.“
Уитман умира на 26 март 1892 г. Аутопсията показва, че вследствие на бронхопневмония белите му дробове работят едва с 1/8 от капацитета си, а абсцес с големината на яйце разяжда негово ребро. Тялото му е показано за последен път в дома му в Камдън, където идват над 1000 души, за да се сбогуват. По-късно останките на родителите и братята на Уитман също са преместени в неговия мавзолей.

## Начин на живот и убеждения

### Религия
Уитман е силно повлиян от деизма. Отрича доминирането на която и да е вяра над друга и счита различните религии за равни. В „Песен за себе си“ Уитман твърди, че приема и уважава всяка религия. Въпреки това не принадлежи към никоя. За Уитман Бог е едновременно съществуващ и трансцендентен, а човешката душа е безсмъртна и винаги развиваща се.

### Сексуалност
Заради творчеството си Уитман е смятан за хомосексуален или бисексуален, въпреки че сексуалността му винаги е била тема за спорове. Уитман има близки приятелски отношения с много мъже и младежи, но някои биографи твърдят, че той не е имал сексуални отношения с тях. Съществуват сведения за предполагаема любовна връзка между Уитман и актрисата Елън Грей. Към края на живота си Уитман разказва истории за няколко свои предишни приятелки и любими и твърди, че има шест деца, две от които починали.

## Влияние
Твърди се, че Уитман е първият американски „поет на демокрацията“ – определение, свързано с американския характер на творбите му. Британският му приятел, Мери Смит Уитол Костело твърди: „Не можеш да разбереш Америка без Уолт Уитман, без „Стръкчета трева“… Той описва съвременно тази нация и нито един студент по философия на историята не може да го подмине.“ Поетът-модернист Езра Паунд казва за Уитман: „Поетът на Америка… Той е Америка.“
Бунтарският начин на живот на Уитман е приет от бийт поколението и неговите лидери Алън Гинсбърг и Джак Керуак през 50-те и 60-те години на 20 век. Лорънс Ферлингети нарива себе си едно от „лудите деца“ на Уитман.
Уолт Уитман повлиява и автора на „Дракула“, Брам Стокър, става модел за героя на Дракула.
Поезията на Уитман е използвана от много композитори, някои от които Курт Вайл, Рейф Вон Уилямс, Фредерик Делиус, Карл Амадеус Хартман, Бенджамин Бритън, Роналд Корп, Джордж Кръмп, Роджър Сешънс и Джон Адамс.

## Произведения
- Franklin Evans (1842)
- Leaves of Grass (1855)

„Стръкчета трева: Избрани стихове“ (1965), изд. „Народна култура“, превод Георги Славов, Цветан Стоянов
„Тревни листа: Избрани стихотворения и поеми“ (1996), изд. „Сребърен лъв“, превод Владимир Свинтила
- Drum-Taps (1865)
- Memoranda During the War
- Specimen Days
- Democratic Vistas (1871)